# Raiz quadrada de dois

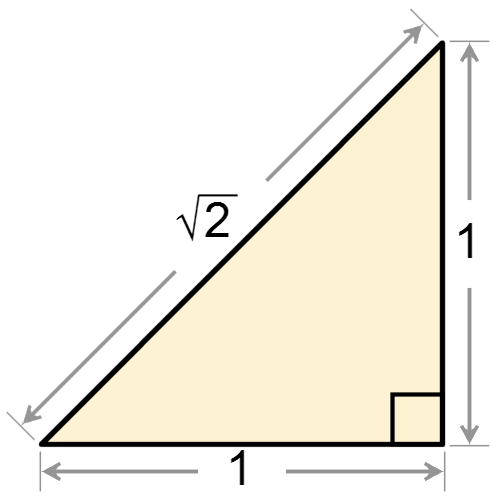
A hipotenusa de um triângulo retângulo cujos catetos medem 1 tem comprimento raiz quadrada de dois

A raiz quadrada de dois, denotada {\displaystyle {\sqrt {2}}},  é o único número real positivo cujo quadrado (ou seja, o resultado de sua multiplicação por si próprio) é dois: {\displaystyle {\sqrt {2}}\times {\sqrt {2}}=2}.
A raiz quadrada de dois é um número irracional, ou seja, não é possível encontrar dois números inteiros {\displaystyle a} e {\displaystyle b} tais que {\displaystyle {\frac {a}{b}}={\sqrt {2}}.}
Acredita-se que {\displaystyle {\sqrt {2}}} tenha sido o primeiro número irracional reconhecido como tal. Esta importante descoberta é atribuída a Hipaso de Metaponto, da escola de Pitágoras. De acordo com uma lenda, a demonstração teria custado a vida de seu descobridor, uma vez que contrariava as ideias predominantes entre os pitagóricos de que tudo era número (inteiro).
Um triângulo retângulo cujos catetos medem 1 tem hipotenusa com comprimento {\displaystyle {\sqrt {2}}}.
A fração ⁠99/70⁠ (≈ 1.4142857) por vezes é usada como uma boa aproximação racional com um denominador razoavelmente pequeno.
A sequência A002193 na Enciclopédia On-Line de Sequências Inteiras consiste nos dígitos da expansão decimal da raiz quadrada de 2, aqui truncada para 65 casas decimais:
1.41421356237309504880168872420969807856967187537694807317667973799

## Notação
A raiz quadrada de dois pode ser escrita como:
- {\displaystyle {\sqrt {2}}}, lê-se "raiz quadrada de dois" ou "raiz de dois".
- {\displaystyle 2^{\frac {1}{2}}} ou {\displaystyle 2^{1/2}}, lê-se "dois elevado a um meio" ou "dois a um meio".

## Aproximação decimal da raiz quadrada de 2
Por ser um número irracional, {\displaystyle {\sqrt {2}}} não pode ser expressa como um número finito de casas decimais, uma aproximação com 65 dígitos decimais é:
1,41421356237309504880168872420969807856967187537694807317667973799... (sequência A002193 na OEIS).
Uma aproximação fracionária para a raiz quadrada de 2 é 10/7 que, ao quadrado, fica 100/49, bem próximo de 2.

## Sequência convergente a raiz quadrada de dois
Pode-se facilmente construir uma sequência de números racionais se aproximando (convergindo) para {\displaystyle {\sqrt {2}}}:
{\displaystyle \left\{{\begin{array}{l}x_{0}=1\\x_{n+1}={\frac {x_{n}}{2}}+{\frac {1}{x_{n}}}\end{array}}\right.}
Esta recursão produz a sequência:
{\displaystyle 1;~~{\frac {3}{2}};~~{\frac {17}{12}};~~{\frac {577}{408}};~~{\frac {665857}{470832}};~~{\frac {886731088897}{627013566048}}}
Ou, aproximadamente:
{\displaystyle 1;~~1,5;~~1.416666667;~~1.414215686;~~1.414213562;~~1.414213562}
Observe que o método estabiliza a nona casa decimal após apenas cinco passos.

## Inexistência de um número racional cujo quadrado seja 2
O matemático britânico Godfrey Harold Hardy em seu livro Em defesa de um matemático afirma que a demonstração da irracionalidade da raiz quadrada de dois é um dos teoremas de "primeira classe". E que "conserva a beleza e o frescor que tinha ao ser descoberto" há mais de dois mil anos.
A demonstração é simples e recorre ao método da prova por contradição. Ou seja, supomos que exista um número racional igual a raiz de 2, ou seja, que existem números inteiros positivos {\displaystyle a} e {\displaystyle b} tais que:
{\displaystyle {\frac {a}{b}}={\sqrt {2}}}
ou, equivalentemente:
{\displaystyle \left({\frac {a}{b}}\right)^{2}=2}
Podemos supor que {\displaystyle a} e {\displaystyle b} não são ambos números pares, pois se fossem, poderíamos simplificar a fração até obter um dos termos da fração ímpar.
Agora, escrevemos:
{\displaystyle \left({\frac {a}{b}}\right)^{2}={\frac {a^{2}}{b^{2}}}=2}
Então:
{\displaystyle a^{2}=2b^{2}}
Concluímos então que {\displaystyle a^{2}} deve ser um número par, pois é dobro de {\displaystyle b^{2}}. E {\displaystyle a} deve ser par também, pois o quadrado de um número ímpar é ímpar.
Temos então que {\displaystyle a} é um número par e, portanto, é o dobro de algum número inteiro, digamos {\displaystyle c}:
{\displaystyle a=2c}
{\displaystyle (2c)^{2}=2b^{2}}
{\displaystyle 4c^{2}=2b^{2}}
{\displaystyle 2c^{2}=b^{2}}
Pelos motivos alegados anteriormente, {\displaystyle b} deve ser um número par.
Concluímos, finalmente, que se a raiz quadrada de 2 fosse um número racional, então este número seria uma fração que não tem forma irredutível, já que tanto o numerador quanto o denominador da fração são pares. Isto é um absurdo e, portanto, não existe um racional cujo quadrado seja igual a 2, como queríamos demonstrar.

## Aplicações

### Tamanho de Papéis
Em 1786, o professor alemão de física Georg Christoph Lichtenberg descobriu que qualquer folha de papel cuja borda longa seja {\displaystyle {\sqrt {2}}} vezes maior que sua borda curta poderia ser dobrada ao meio e alinhada com seu lado mais curto para produzir uma folha com exatamente as mesmas proporções como o original. Esta proporção de comprimentos do lado mais longo sobre o lado mais curto garante que o corte de uma folha ao meio ao longo de uma linha resulta em folhas menores tendo a mesma proporção (aproximada) da folha original. Quando a Alemanha padronizou os tamanhos de papel no início do século 20, eles usaram a proporção de Lichtenberg para criar a série "A" de tamanhos de papel. Hoje, a proporção (aproximada) dos tamanhos de papel em ISO 216 (A4, A0, etc.) é 1: {\displaystyle {\sqrt {2}}}

### Ciências físicas
Existem algumas propriedades interessantes envolvendo a raiz quadrada de 2 nas ciências físicas:
- A raiz quadrada de dois é a razão de frequência de um intervalo de trítono em uma música de temperamento igual de doze tons.
- A raiz quadrada de dois forma a relação de f-stops em lentes fotográficas, o que, por sua vez, significa que a proporção das áreas entre duas aberturas sucessivas é 2.
- A latitude celestial (declinação) do Sol durante os pontos astronômicos de um quarto de dia cruzado é igual à inclinação do eixo do planeta dividido por {\displaystyle {\sqrt {2}}}